# Gäddtjärnen (Skinnskattebergs socken, Västmanland, 663316-148292)
Gäddtjärnen är en sjö i Skinnskattebergs kommun i Västmanland och ingår i Norrströms huvudavrinningsområde. Sjön är 12 meter djup, har en yta på 0,0915 kvadratkilometer och är belägen 166,1 meter över havet.

## Delavrinningsområde
Gäddtjärnen ingår i det delavrinningsområde (663310-148299) som SMHI kallar för Utloppet av Lien. Medelhöjden är 188 meter över havet och ytan är 10,37 kvadratkilometer. Det finns ett avrinningsområde uppströms, och räknas det in blir den ackumulerade arean 46,32 kvadratkilometer. Forsån som avvattnar avrinningsområdet har biflödesordning 4, vilket innebär att vattnet flödar genom totalt 4 vattendrag innan det når havet efter 235 kilometer. Avrinningsområdet består mestadels av skog (73 procent). Avrinningsområdet har 1,49 kvadratkilometer vattenytor vilket ger det en sjöprocent på 14,3 procent. Bebyggelsen i området täcker en yta av 0,78 kvadratkilometer eller 7 procent av avrinningsområdet.